# Ассаб (вулканічне поле)
Вулканічне поле Ассаб — це група базальтових шлакових конусів і пов'язаних з ними лавових потоків, розташованих у південному регіоні Червоного моря Еритреї . Максимальна висота складає 987 м. Лавове поле займає площу 55 х 90 км, і потоки досягають Червоного моря вздовж широкого фронту. Кратери вулканічного поля Ассаб, також відомого як Адо-Але або Удале, формувалися вздовж широкої смуги з простяганням з сходу на захід, яка тягнеться до прибережного міста Ассаб.

## Дивитися також
- Список вулканів Еритреї